# منظمة المرأة في العلوم من أجل العالم النامي
منظمة المرأة في العلوم من أجل العالم النامي (اختصارًا OWSD) هي منتدى دولي يمنح الزمالات في العلوم لطالبات الدراسات العليا من الدول النامية. تأسست المنظمة عام 1993، ومقر إدارتها يقع في الأكاديمية العالمية للعلوم في ترييستي في إيطاليا. عقب انعقاد المؤتمر الدولي الرابع للجمعية العامة عام 2010، صوّت الأعضاء على تغيير اسم المنظمة من "منظمة العالم الثالث للمرأة في العلوم" إلى "منظمة المرأة في العلوم للعالم النامي.
شجعت رئيستها السابقة ليديا ماخوبو الفتيات على البدء في المراحل الدراسية الابتدائية ليكنّ مستعدات لبدء أعمالٍ ومهن في مجال العلوم.